# آموریس پرز
آموریس پرز (انگلیسی: Amaurys Pérez؛ زادهٔ ۱۸ march ۱۹۷۶ (۴۸ سال)) ورزشکار واترپلو اهل کوبا است.
وی در مسابقات کشوری و بین‌المللی در مجموع برندهٔ ۱ مدال طلا، ۱ مدال نقره شده‌است.